# Großer Preis von Aserbaidschan 2018
Der Große Preis von Aserbaidschan 2018 (offiziell Formula 1 2018 Azerbaijan Grand Prix) fand am 29. April auf dem Baku City Circuit in Baku statt und war das vierte Rennen der Formel-1-Weltmeisterschaft 2018.

## Bericht

### Hintergründe
Nach dem Großen Preis von China führte Sebastian Vettel in der Fahrerwertung mit neun Punkten vor Lewis Hamilton und mit 14 Punkten vor Valtteri Bottas. In der Konstrukteurswertung führte Mercedes mit einem Punkt vor Ferrari und mit 30 Punkten vor Red Bull Racing.
Beim Großen Preis von Aserbaidschan stellte Pirelli den Fahrern die Reifenmischungen P Zero Soft (gelb), P Zero Supersoft (rot) und P Zero Ultrasoft (violett) sowie für Nässe Cinturato Intermediates (grün) und Cinturato Full-Wets (blau) zur Verfügung.
Es gab auf der Strecke zwei DRS-Zonen, die im Vergleich zum Vorjahr unverändert blieben. Die erste Zone befand sich auf der Start-Ziel-Geraden und begann 54 Meter nach Kurve 20, der Messpunkt befand sich am Scheitelpunkt der Kurve. Die zweite Zone begann 347 Meter nach Kurve zwei, hier lag der Messpunkt an der Safety-Car-Linie auf Höhe des Beginns der Boxeneinfahrt.
Kevin Magnussen (sechs), Marcus Ericsson, Stoffel Vandoorne, Max Verstappen (jeweils fünf), Brendon Hartley (vier), Romain Grosjean, Sergio Pérez, Kimi Räikkönen, Vettel (jeweils drei), Pierre Gasly, Nico Hülkenberg, Daniel Ricciardo, Carlos Sainz jr. (jeweils zwei) und Lance Stroll (einer) gingen mit Strafpunkten ins Rennwochenende.
Mit Ricciardo (einmal) trat der einzige ehemaliger Sieger zu diesem Grand Prix an.
Rennkommissare waren Garry Connelly (AUS), Dennis Dean (USA), Tom Kristensen (DNK) und Anar Schukurow (AZE).

### Training
Im ersten freien Training fuhr Bottas mit einer Rundenzeit von 1:44,242 Minuten die Bestzeit vor Ricciardo und Pérez.
Im zweiten freien Training war Ricciardo in 1:42,795 Minuten Schnellster vor Räikkönen und Verstappen.
Im dritten freien Training war dann Vettel in 1:43,091 Minuten Schnellster, gefolgt von Hamilton und Räikkönen.

### Qualifying
Das Qualifying bestand aus drei Teilen mit einer Nettolaufzeit von 45 Minuten. Im ersten Qualifying-Segment (Q1) hatten die Fahrer 18 Minuten Zeit, um sich für das Rennen zu qualifizieren. Alle Fahrer, die im ersten Abschnitt eine Zeit erzielten, die maximal 107 Prozent der schnellsten Rundenzeit betrug, qualifizierten sich für den Grand Prix. Die besten 15 Fahrer erreichten den nächsten Teil. Räikkönen war Schnellster. Die Toro Rosso-Piloten, Vandoorne, Ericsson sowie Grosjean schieden aus.
Der zweite Abschnitt (Q2) dauerte 15 Minuten. Die schnellsten zehn Piloten qualifizierten sich für den dritten Teil des Qualifyings. Räikkönen war Schnellster. Die Williams-Fahrer, Fernando Alonso und Charles Leclerc schieden aus.
Der finale Abschnitt (Q3) ging über eine Zeit von zwölf Minuten, in denen die ersten zehn Startpositionen vergeben wurden. Vettel fuhr mit einer Rundenzeit von 1:41,498 Minuten die Bestzeit vor Räikkönen und Bottas. Es war die 53. Pole-Position für Vettel in der Formel-1-Weltmeisterschaft, davon die dritte in Folge.
Hülkenberg wurde wegen eines vorzeitigen Getriebewechsels um fünf Startplätze nach hinten versetzt. Auch Grosjean wurde wegen eines vorzeitigen Getriebewechsels um fünf Positionen nach hinten versetzt.

### Rennen
Alle Fahrer kamen zunächst ohne Zwischenfälle los. In Kurve 2 kam es dann zu einem geringfügigen Rennzwischenfall, der zu einer Berührung zwischen Räikkönen und Esteban Ocon führte. Auf der Geraden nach Kurve 2 kam Sergei Sirotkins Auto mit dem McLaren von Alonso und dem Renault von Hülkenberg in Berührung und verursachte einen doppelten Reifenschaden (an Alonsos Vorderreifen rechts und Hinterreifen rechts), einen Reifenschaden an Sirotkins Vorderreifen links sowie einen Schaden an der Aufhängung. In dem Chaos prallte Pérez von Force India gegen das Heck von Räikkönens Auto, was ihn zu einem Boxenstopp veranlasste. Zur ersten größeren Berührung im Rennen kam es dann erneut zwischen Räikkönen und Ocon in Kurve 3. Ocon erlitt so viele Schäden an seinem Wagen, sodass das Rennen sofort beendet war. Der Reifenschaden von Sirotkin führte dazu, dass er in der Nähe des Räikkönen-Ocon-Vorfalls in Kurve 3 anhielt. Die Positionen von Ocon und Sirotkin auf der Strecke führten zu einem Safety-Car in der ersten Runde. Während des Safety-Cars mussten zahlreiche Fahrer wegen Schäden an die Box, darunter Räikkönen (Frontflügelwechsel), Pérez (Frontflügelwechsel), Alonso (zwei Reifenschäden, Frontflügelwechsel) und Magnussen (zwei Reifenschäden). Es waren mehrere Safety-Car-Runden erforderlich, um die Autos und Kohlefaserreste von der Strecke zu entfernen. Pérez erhielt für die Berührung mit Räikkönen eine Fünf-Sekunden-Zeitstrafe, die er bei seinem ersten Boxenstopp verbüßte.
Die fünf besten Fahrer starteten beim Restart in Runde 6 in der Reihenfolge des Qualifyings neu. Der Renault von Sainz jr., der sich als 10. qualifizierte, zeigte zu Beginn des Rennens bemerkenswerte Stärke und lag in Runde 7 auf dem 5. Platz. Der viertplatzierte Red-Bull-Fahrer Verstappen meldete nach dem Restart Probleme mit seiner KERS-Batterie, wodurch die drei Erstplatzierten davonziehen konnten, während sich hinter ihm eine lange Schlange von Autos bildete. Die beiden Werks-Renaults von Sainz jr. und Hülkenberg überholten Verstappen bald und belegten die Plätze 4 und 5. In Runde 10 brach Hülkenbergs Heck aus und er prallte in Kurve 4 gegen die Wand, was ihn zum Ausscheiden zwang.
Nach Hülkenbergs Ausscheiden näherte sich das Rennen einem typischeren Formel-1-Rennrhythmus an. Sainz jr. kam mit abgenutzten Ultrasoft-Reifen vom vierten Platz an die Box, und die Red Bull von Ricciardo und Verstappen fuhren mehrere Runden lang auf den Plätzen 4 und 5 und tauschten gelegentlich die Positionen. Sainz jr. fiel nach seinem Boxenstopp auf den 9. Platz zurück. Er ließ die weichen Reifen aufziehen, was sich jedoch als Strategiefehler herausstellte, da er keine Temperatur in die Reifen bekam, was bedeutete, dass er von beiden Red Bull überholt wurde.
Die drei besten Fahrer, Vettel, Hamilton und Bottas lagen innerhalb von 10 Sekunden voneinander, der Viertplatzierte Verstappen lag in der 18. Runde bereits 30 Sekunden hinter dem Spitzenreiter Vettel. Hamilton tauschte in Runde 23 abgenutzte Supersoft-Reifen gegen Soft-Reifen aus. Bottas blieb unterdessen lange auf Supersoft-Reifen draußen. Der Führende Vettel kam in Runde 31 wegen weicher Reifen an die Box, um das Rennen damit zu beenden, und ließ Bottas an der Spitze des Rennens zurück. Zu diesem Zeitpunkt war die Hauptfrage, ob Bottas einen ausreichenden Vorsprung herausfahren konnte, um sich Ultrasoft-Reifen zu holen und dann Vettel um den Rennsieg zu gefährden. Die Red Bull-Teamkollegen Verstappen und Ricciardo fuhren weiterhin ein enges Rennen, mit mehr Positionswechseln und gegenseitigen Überholmanövern in den Runden 27 und 28, dann noch einmal, als Ricciardo Verstappen überholte und sich in Runde 35 den 4. Platz zurückholte. Beide kamen in der 35. Runde an die Box, um sich frische Ultrasoft-Reifen zu holen.
Das Rennen änderte sich in Runde 40 völlig, als es zwischen den Red Bull-Teamkollegen Verstappen und Ricciardo, auf den Plätzen 4 und 5 liegend, zu einer erheblichen Berührung kam. Verstappen, der Ricciardo aufgrund eines Overcuts während eines Reifenwechsel-Boxenstopps gerade überholt hatte, unternahm eine späte Verteidigungsmaßnahme, um einen Überholversuch von Ricciardo abzudecken, der zu einer Kollision zwischen den beiden führte. Die Kollision führte dazu, dass beide Fahrer ausschieden und eine zweite Safety-Car-Phase nötig wurde. Mehrere Fahrer in den Top 10 nutzten die Situation aus; bevor das Safety-Car die Fahrer zusammendrängte, legte Bottas seinen lang erwarteten einzigen Boxenstopp ein, um neue Ultrasoft-Reifen zu holen, mit denen er das Rennen beenden konnte. Auch der zweitplatzierte Vettel, der drittplatzierte Hamilton und der viertplatzierte Räikkönen fuhren alle wegen neuer Ultrasoft-Reifen an die Box. Der fünftplatzierte Force India-Fahrer Pérez entschied sich für frische Supersoft-Reifen. In Runde 43, als er sich noch im Safety-Car befand, verlor der sechstplatzierte Haas-Fahrer Grosjean die Traktion und prallte gegen die Mauer, was ihn zum Ausscheiden zwang und die Dauer des Safety-Car-Stints verlängerte.
Das Safety-Car konnte erst in Runde 48 zurück an die Box und Bottas behielt beim Restart die Führung. Der Zweitplatzierte Vettel versuchte einen aggressiven Angriff, um Bottas zu überholen, blockierte die Räder und schoss aus der Kurve, sodass er schließlich mit platten Reifen auf dem vierten Platz hinter Bottas, Hamilton und Räikkönen zurückkam. Gerade als Runde 49 begann, erlitt Bottas, der das Rennen mit mehr als einer Sekunde Vorsprung auf Hamilton anführte, einen Reifenschaden und musste aufgeben. Zur gleichen Zeit überholte Pérez Vettel und sicherte sich einen dritten Platz auf dem Podium.
Hamilton gewann schlussendlich das Rennen vor Räikkönen und Pérez. Die restlichen Punkteplatzierungen belegten Vettel, Sainz jr., Leclerc, Alonso, Stroll, Vandoorne und Brendon Hartley. Mit Leclerc erzielte zum ersten Mal seit Louis Chiron 1950 ein monegassischer Fahrer Punkte in einem Formel-1-Weltmeisterschaftsrennen.
Hamilton übernahm somit die Führung in der Gesamtwertung vor Vettel, Räikkönen war nun Dritter. In der Konstrukteurswertung überholte Ferrari Mercedes, Red Bull Racing blieb Dritter.

## Meldeliste
| Team                             | Nr. | Fahrer            | Chassis                       | Motor                         | Reifen |
| -------------------------------- | --- | ----------------- | ----------------------------- | ----------------------------- | ------ |
| Mercedes AMG Petronas Motorsport | 44  | Lewis Hamilton    | Mercedes-AMG F1 W09 EQ Power+ | Mercedes-AMG F1 M09 EQ Power+ | P      |
| Mercedes AMG Petronas Motorsport | 77  | Valtteri Bottas   | Mercedes-AMG F1 W09 EQ Power+ | Mercedes-AMG F1 M09 EQ Power+ | P      |
| Scuderia Ferrari                 | 05  | Sebastian Vettel  | Ferrari SF71H                 | Ferrari 062 EVO               | P      |
| Scuderia Ferrari                 | 07  | Kimi Räikkönen    | Ferrari SF71H                 | Ferrari 062 EVO               | P      |
| Aston Martin Red Bull Racing     | 03  | Daniel Ricciardo  | Red Bull Racing RB14          | TAG Heuer                     | P      |
| Aston Martin Red Bull Racing     | 33  | Max Verstappen    | Red Bull Racing RB14          | TAG Heuer                     | P      |
| Sahara Force India F1 Team       | 11  | Sergio Pérez      | Force India VJM11             | Mercedes-AMG F1 M09 EQ Power+ | P      |
| Sahara Force India F1 Team       | 31  | Esteban Ocon      | Force India VJM11             | Mercedes-AMG F1 M09 EQ Power+ | P      |
| Williams Martini Racing          | 18  | Lance Stroll      | Williams FW41                 | Mercedes-AMG F1 M09 EQ Power+ | P      |
| Williams Martini Racing          | 35  | Sergei Sirotkin   | Williams FW41                 | Mercedes-AMG F1 M09 EQ Power+ | P      |
| Renault Sport F1 Team            | 27  | Nico Hülkenberg   | Renault R.S.18                | Renault R.E.18                | P      |
| Renault Sport F1 Team            | 55  | Carlos Sainz jr.  | Renault R.S.18                | Renault R.E.18                | P      |
| Red Bull Toro Rosso Honda        | 28  | Brendon Hartley   | Scuderia Toro Rosso STR13     | Honda RA618H                  | P      |
| Red Bull Toro Rosso Honda        | 10  | Pierre Gasly      | Scuderia Toro Rosso STR13     | Honda RA618H                  | P      |
| Haas F1 Team                     | 08  | Romain Grosjean   | Haas VF-18                    | Ferrari 062 EVO               | P      |
| Haas F1 Team                     | 20  | Kevin Magnussen   | Haas VF-18                    | Ferrari 062 EVO               | P      |
| McLaren F1 Team                  | 14  | Fernando Alonso   | McLaren MCL33                 | Renault R.E.18                | P      |
| McLaren F1 Team                  | 02  | Stoffel Vandoorne | McLaren MCL33                 | Renault R.E.18                | P      |
| Alfa Romeo Sauber F1 Team        | 09  | Marcus Ericsson   | Sauber C37                    | Ferrari 062 EVO               | P      |
| Alfa Romeo Sauber F1 Team        | 16  | Charles Leclerc   | Sauber C37                    | Ferrari 062 EVO               | P      |

## Klassifikationen

### Qualifying
| Pos.                                                                      | Fahrer            | Konstrukteur              | Q1         | Q2       | Q3       | Start |
| ------------------------------------------------------------------------- | ----------------- | ------------------------- | ---------- | -------- | -------- | ----- |
| 01                                                                        | Sebastian Vettel  | Ferrari                   | 1:42,762   | 1:43,015 | 1:41,498 | 01    |
| 02                                                                        | Lewis Hamilton    | Mercedes                  | 1:42,693   | 1:42,676 | 1:41,677 | 02    |
| 03                                                                        | Valtteri Bottas   | Mercedes                  | 1:43,355   | 1:42,679 | 1:41,837 | 03    |
| 04                                                                        | Daniel Ricciardo  | Red Bull Racing-TAG Heuer | 1:42,857   | 1:43,482 | 1:41,911 | 04    |
| 05                                                                        | Max Verstappen    | Red Bull Racing-TAG Heuer | 1:42,642   | 1:42,901 | 1:41,994 | 05    |
| 06                                                                        | Kimi Räikkönen    | Ferrari                   | 1:42,538   | 1:42,510 | 1:42,490 | 06    |
| 07                                                                        | Esteban Ocon      | Force India-Mercedes      | 1:43,021   | 1:42,967 | 1:42,523 | 07    |
| 08                                                                        | Sergio Pérez      | Force India-Mercedes      | 1:43,992   | 1:43,366 | 1:42,547 | 08    |
| 09                                                                        | Nico Hülkenberg   | Renault                   | 1:43,746   | 1:43,232 | 1:43,066 | 14    |
| 10                                                                        | Carlos Sainz jr.  | Renault                   | 1:43,426   | 1:43,464 | 1:43,351 | 09    |
| 11                                                                        | Lance Stroll      | Williams-Mercedes         | 1:44,359   | 1:43,585 | –        | 10    |
| 12                                                                        | Sergei Sirotkin   | Williams-Mercedes         | 1:44,261   | 1:43,886 | –        | 11    |
| 13                                                                        | Fernando Alonso   | McLaren-Renault           | 1:44,010   | 1:44,019 | –        | 12    |
| 14                                                                        | Charles Leclerc   | Sauber-Ferrari            | 1:43,752   | 1:44,074 | –        | 13    |
| 15                                                                        | Kevin Magnussen   | Haas-Ferrari              | 1:43,674   | 1:44,759 | –        | 15    |
| 16                                                                        | Stoffel Vandoorne | McLaren-Renault           | 1:44,489   | –        | –        | 16    |
| 17                                                                        | Pierre Gasly      | Red Bull Toro Rosso Honda | 1:44,496   | –        | –        | 17    |
| 18                                                                        | Marcus Ericsson   | Sauber-Ferrari            | 1:45,541   | –        | –        | 18    |
| 107-Prozent-Zeit: 1:49,715 min (bezogen auf Q1-Bestzeit von 1:42,538 min) |                   |                           |            |          |          |       |
| –                                                                         | Brendon Hartley   | Red Bull Toro Rosso Honda | 1:57,354   | –        | –        | 19    |
| –                                                                         | Romain Grosjean   | Haas-Ferrari              | keine Zeit | –        | –        | 20    |

Anmerkungen
1. ↑  Hülkenberg wurde wegen eines vorzeitigen Getriebewechsels um fünf Startplätze nach hinten versetzt.
2. ↑  Hartley wurde erlaubt zu starten, da er im freien Training ausreichend schnell gewesen war.
3. ↑  Grosjean wurde wegen eines vorzeitigen Getriebewechsels um fünf Startplätze nach hinten versetzt.
4. ↑  Grosjean wurde erlaubt zu starten, da er im freien Training ausreichend schnell gewesen war.

### Rennen
| Pos. | Fahrer            | Konstrukteur              | Runden | Stopps | Zeit        | Start | Schnellste Runde |
| ---- | ----------------- | ------------------------- | ------ | ------ | ----------- | ----- | ---------------- |
| 01   | Lewis Hamilton    | Mercedes                  | 51     | 2      | 1:43:44,291 | 02    | 1:45,412 (35.)   |
| 02   | Kimi Räikkönen    | Ferrari                   | 51     | 2      | + 2,460     | 06    | 1:46,523 (50.)   |
| 03   | Sergio Pérez      | Force India-Mercedes      | 51     | 2      | + 4,024     | 08    | 1:46,206 (51.)   |
| 04   | Sebastian Vettel  | Ferrari                   | 51     | 2      | + 5,329     | 01    | 1:45,530 (38.)   |
| 05   | Carlos Sainz jr.  | Renault                   | 51     | 2      | + 7,515     | 09    | 1:46,856 (50.)   |
| 06   | Charles Leclerc   | Sauber-Ferrari            | 51     | 2      | + 9,158     | 13    | 1:47,403 (31.)   |
| 07   | Fernando Alonso   | McLaren-Renault           | 51     | 2      | + 10,931    | 12    | 1:47,449 (32.)   |
| 08   | Lance Stroll      | Williams-Mercedes         | 51     | 2      | + 12,546    | 10    | 1:46,815 (50.)   |
| 09   | Stoffel Vandoorne | McLaren-Renault           | 51     | 4      | + 14,152    | 16    | 1:47,666 (50.)   |
| 10   | Brendon Hartley   | Scuderia Toro Rosso-Honda | 51     | 3      | + 18,030    | 19    | 1:48,288 (51.)   |
| 11   | Marcus Ericsson   | Sauber-Ferrari            | 51     | 4      | + 18,512    | 18    | 1:47,925 (51.)   |
| 12   | Pierre Gasly      | Scuderia Toro Rosso-Honda | 51     | 2      | + 24,720    | 17    | 1:48,035 (38.)   |
| 13   | Kevin Magnussen   | Haas-Ferrari              | 51     | 2      | + 40,663    | 15    | 1:48,155 (35.)   |
| 14   | Valtteri Bottas   | Mercedes                  | 48     | 1      | DNF         | 03    | 1:45,149 (37.)   |
| –    | Romain Grosjean   | Haas-Ferrari              | 42     | 2      | DNF         | 20    | 1:46,880 (34.)   |
| –    | Max Verstappen    | Red Bull Racing-TAG Heuer | 39     | 1      | DNF         | 05    | 1:45,771 (31.)   |
| –    | Daniel Ricciardo  | Red Bull Racing-TAG Heuer | 39     | 1      | DNF         | 04    | 1:45,419 (34.)   |
| –    | Nico Hülkenberg   | Renault                   | 10     | 0      | DNF         | 14    | 1:48,867 (10.)   |
| –    | Esteban Ocon      | Force India-Mercedes      | 0      | 0      | DNF         | 07    | –                |
| –    | Sergei Sirotkin   | Williams-Mercedes         | 0      | 0      | DNF         | 11    | –                |

Anmerkungen
1. ↑  Magnussen erhielt eine Zeitstrafe von zehn Sekunden für das Verursachen einer Kollision.

## WM-Stände nach dem Rennen
Die ersten zehn des Rennens bekamen 25, 18, 15, 12, 10, 8, 6, 4, 2 bzw. 1 Punkt(e).

### Fahrerwertung
| Pos. | Fahrer           | Konstrukteur              | Punkte |
| ---- | ---------------- | ------------------------- | ------ |
| 01   | Lewis Hamilton   | Mercedes                  | 70     |
| 02   | Sebastian Vettel | Ferrari                   | 66     |
| 03   | Kimi Räikkönen   | Ferrari                   | 48     |
| 04   | Valtteri Bottas  | Mercedes                  | 40     |
| 05   | Daniel Ricciardo | Red Bull Racing-TAG Heuer | 37     |
| 06   | Fernando Alonso  | McLaren-Renault           | 28     |
| 07   | Nico Hülkenberg  | Renault                   | 22     |
| 08   | Max Verstappen   | Red Bull Racing-TAG Heuer | 18     |
| 09   | Sergio Pérez     | Force India-Mercedes      | 15     |
| 10   | Carlos Sainz jr. | Renault                   | 13     |

| Pos. | Fahrer            | Konstrukteur              | Punkte |
| ---- | ----------------- | ------------------------- | ------ |
| 11   | Pierre Gasly      | Scuderia Toro Rosso-Honda | 12     |
| 12   | Kevin Magnussen   | Haas-Ferrari              | 11     |
| 13   | Charles Leclerc   | Sauber-Ferrari            | 8      |
| 14   | Stoffel Vandoorne | McLaren-Renault           | 8      |
| 15   | Lance Stroll      | Williams-Mercedes         | 4      |
| 16   | Marcus Ericsson   | Sauber-Ferrari            | 2      |
| 17   | Esteban Ocon      | Force India-Mercedes      | 1      |
| 18   | Brendon Hartley   | Scuderia Toro Rosso-Honda | 1      |
| 19   | Romain Grosjean   | Haas-Ferrari              | 0      |
| 20   | Sergei Sirotkin   | Williams-Mercedes         | 0      |

### Konstrukteurswertung
| Pos. | Konstrukteur              | Punkte |
| ---- | ------------------------- | ------ |
| 1    | Ferrari                   | 114    |
| 2    | Mercedes                  | 110    |
| 3    | Red Bull Racing-TAG Heuer | 55     |
| 4    | McLaren-Renault           | 36     |
| 5    | Renault                   | 35     |

| Pos. | Konstrukteur              | Punkte |
| ---- | ------------------------- | ------ |
| 06   | Force India-Mercedes      | 16     |
| 07   | Scuderia Toro Rosso-Honda | 13     |
| 08   | Haas-Ferrari              | 11     |
| 09   | Sauber-Ferrari            | 10     |
| 10   | Williams-Mercedes         | 4      |